# Bahnstrecke Lichtenvoorde–Bocholt
| Bocholt i. W. - Partie am Kleinbahnhof, um 1914 |                     |                                      |                                      |
| |                     |                                      |                                      |
| Streckenlänge: | 21 km               |                                      |                                      |
| Spurweite: | 750 mm (Schmalspur) |                                      |                                      |
| |                     |                                      |                                      |
| \| \| \| von Groenlo \| \| \| \| 0,0 \| Lichtenvoorde \| Lichtenvoorde \| \| \| \| nach Zeddam \| \| \| \| \| Aalten \| \| \| \| \| Staatsgrenze Niederlande/Deutschland \| \| \| \| \| Bocholt (erster Bahnhof) \| \| \| \| \| Aa \| \| \| \| \| Bocholt Staatsbahnhof \| \| |                     |                                      |                                      |
| Strecke (außer Betrieb) |                     | von Groenlo                          | von Groenlo                          |
| Bahnhof (Strecke außer Betrieb) | 0,0                 | Lichtenvoorde                        | Lichtenvoorde                        |
| Abzweig geradeaus und nach rechts (Strecke außer Betrieb) |                     | nach Zeddam                          | nach Zeddam                          |
| Bahnhof (Strecke außer Betrieb) |                     | Aalten                               | Aalten                               |
| Grenze (Strecke außer Betrieb) |                     | Staatsgrenze Niederlande/Deutschland | Staatsgrenze Niederlande/Deutschland |
| Bahnhof (Strecke außer Betrieb) |                     | Bocholt (erster Bahnhof)             | Bocholt (erster Bahnhof)             |
| Brücke über Wasserlauf (Strecke außer Betrieb) |                     | Aa                                   | Aa                                   |
| Kopfbahnhof Streckenende (Strecke außer Betrieb) |                     | Bocholt Staatsbahnhof                | Bocholt Staatsbahnhof                |

Die Bahnstrecke Lichtenvoorde–Bocholt war eine grenzüberschreitende Schmalspurbahn mit 750 mm Spurweite, die von der Geldersch–Westfaalsche Stoomtram-Maatschappij (Geldersch-Westfälische Dampf-Kleinbahn-Gesellschaft) betrieben wurde.

## Geschichte
Vor dem Ersten Weltkrieg waren in den Textilfabriken in Bocholt auch zahlreiche Arbeiter aus den Niederlanden beschäftigt. So lag der Bau einer Eisenbahnverbindung von Bocholt ins benachbarte Gelderland nahe. Erste Überlegungen gab es schon Ende des 19. Jahrhunderts, 1905 wurde die Geldersch–Westfaalsche Stoomtrammaatschappij (Geldersch-Westfälische Dampf-Kleinbahn-Gesellschaft, GWSM) gegründet. Aufwändig war das Einholen der Konzession für den preußischen Abschnittes nach dem preußischen Kleinbahngesetz. So wurde zunächst eine Strecke von Groenlo nach Zeddam gebaut. Sie wurde 1908 eröffnet. 1908 gab es auch die preußische Konzession, und so konnte am 2. Mai 1910 die Strecke von Lichtenvoorde nach Bocholt eröffnet werden. Der vorläufige Endpunkt in Bocholt wurde am 1. September durch einen richtigen Bahnhof in Stadtnähe ersetzt. Aber auch dieser war noch mehr als einen Kilometer vom Staatsbahnhof entfernt. Zwar wurden später auch Gleise zum Bahnhof verlegt, aber niemals in Betrieb genommen.
Der Erste Weltkrieg setzte dem aufblühenden Verkehr am 31. Juli 1914 ein Ende, bis dahin waren täglich sechs Zugpaare unterwegs gewesen. Erst im März 1915 wurde hier der Betrieb wieder aufgenommen.
Am 1. Mai 1916 wurde der Verkehr endgültig eingestellt. In den 1920er Jahren gab es Bestrebungen, den Verkehr Aalten – Bocholt wieder aufzunehmen und am 7. November 1927 fand eine Inspektionsfahrt mit einem Triebwagen nach Bocholt statt. Das Projekt scheiterte an der Finanzierung für die notwendige Erneuerung der Gleisanlagen. Daraufhin wurde eine Omnibuslinie eingerichtet. Allerdings wurden erst 1937 die Gleisanlagen abgebaut.
Der Betrieb auf dem niederländischen Streckenteil wurde ab 1917 von der Geldersche Stoomtram Maatschappij übernommen, die auch die ebenfalls grenzüberschreitende Bahnstrecke Velp–Doetinchen–Isselburg-Anholt betrieb. 1933 wurde der Personenverkehr aber auch auf den restlichen GWSM-Strecken eingestellt. Der Güterverkehr lief weiter und endete erst 1953.
Nach dem Zweiten Weltkrieg gab es wieder eine Omnibusverbindung Lichtenvoorde – Aalten – Bocholt in Zweistundentakt, die 1981 eingestellt wurde. Zwischen Dezember 2017 und April 2018 wurde eine Busverbindung von Bocholt nach Aalten angeboten; der dauerhafte Betrieb ist angestrebt und im August 2021 realisiert worden.

## Streckenverlauf
Die Strecke verlief auf deutschem Staatsgebiet von der Grenze bei Hemden entlang der heutigen Hamalandstraße und Dinxperloer Straße nach Bocholt. In Bocholt bestand ein Bahnhof westlich der Innenstadt. Die nie in Betrieb genommene Weiterführung der Strecke zum Staatsbahnhof querte die Bocholter Aa am Ravarditor.

## Fahrzeuge
Zu Betriebsbeginn standen vier von Hanomag gebaute dreiachsige Dampflokomotiven zur Verfügung. Außerdem gab es acht vierachsige Personenwagen, zwei Post-/Gepäckwagen und zwei Güterwagen. Teilweise verkehrten aber auch die bereits vorhandenen fünf zweiachsigen Trambahnlokomotiven der GWSM auf der Strecke, die 1908 von der Firma Breda hergestellt worden waren.
Die Fahrzeuge hatten eine Saugluftbremse.